# ریچارد باتلر، سومین ویسکونت مانتگارت
ریچارد باتلر، سومین ویسکونت مانتگارت (انگلیسی: Richard Butler, 3rd Viscount Mountgarret; ۱ ژانویهٔ ۱۵۷۸ – ۱ ژانویهٔ ۱۶۵۱) فرمانده نظامی اهل جمهوری ایرلند بود.